# Senna saeri
Senna saeri är en ärtväxtart som först beskrevs av Henri François Pittier, och fick sitt nu gällande namn av Howard Samuel Irwin och Rupert Charles Barneby. Senna saeri ingår i släktet sennor, och familjen ärtväxter. Inga underarter finns listade i Catalogue of Life.